# MEVZA
La MEVZA (pour Middle European Volleyball Zonal Association) est une association internationale intra-européenne de fédérations de volley-ball, regroupant des fédérations d'Europe centrale.

## Historique
Les premières compétitions de la MEVZA se sont déroulées durant la saison 2005-2006.

## Composition
La MEVZA regroupe les fédérations suivantes :
- Autriche
- Croatie
- Hongrie
- République tchèque
- Slovaquie
- Slovénie

## Compétition
La compétition se déroule sous forme d'un round robin suivi d'un Final Four.